# Velikonda Range
Velikonda Range är en bergskedja i Indien.   Den ligger i delstaten Andhra Pradesh, i den södra delen av landet, 1 600 km söder om huvudstaden New Delhi.